# Золоті ланцюги
«Золоті ланцюги» (англ. Chains of Gold) — американський телевізійний фільм-бойовик 1991 року.

## Сюжет
Скотт Барнс — працівник служби соціального захисту. Одним з його підопічних є хлопчик Томмі з неблагополучної сім'ї. Колись Скотт, будучи напідпитку, став винуватцем загибелі свого сина. Намагаючись загладити свою провину він турбується про хлопчика. Одного разу Томмі захопльюють наркоторговці, які змушують підлітків пакувати наркотики. Щоб врятувати Томмі, Скотт впроваджується в банду, видавши себе за дилера.

## У ролях
| Актор             | Роль             |
| ----------------- | ---------------- |
| Джон Траволта     | Скотт Барнс      |
| Мерілу Геннер     | Джекі            |
| Джозеф Лоуренс    | Томмі            |
| Берні Кейсі       | сержант Фалько   |
| Гектор Елізондо   | лейтенант Ортега |
| Бенджамін Бретт   | Карлос           |
| Рамон Франко      | Джеймс           |
| Кончата Феррелл   | Марта Берк       |
| Теммі Лорен       | Рейчел Бурк      |
| Рафаель Рей Гомез | Боббі            |
| Джек Лам          | Че Че            |
| Енсон Даунс       | Ед               |
| Вілл Нікербоксер  | Дональдсон       |
| Джафарі Данн      | Педро            |
| Джон Арчі         | Вінсент          |
| Девід С. Ломакс   | Гай              |
| Роберт МакБет     | коронер          |
| В. Пол Боді       | Медкол           |
| Едді Кларо        | Майкл            |
| Ед Аматрудо       | Пітер            |
| Марілу Хеннер     | Джекі            |